# Blue Stream

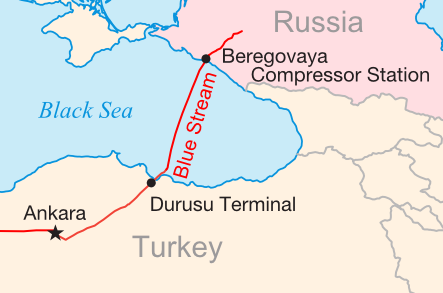
Mapa ropovodu

Blue Stream (rusky Голубой поток, turecky Mavi Akım), česky Modrý proud, je plynovod, kterým proudí zemní plyn z Ruska do Turecka. Z celkové délky 1213 kilometrů vede potrubí 373 kilometrů po dně Černého moře a potrubí leží až v hloubce přes dva tisíce metrů. Oficiálně byl zahájen provoz tohoto plynovodu v listopadu roku 2003.